# Melexis
Melexis est une société belge cotée au niveau international dont le siège social est à Ypres (Belgique). L'entreprise conçoit, développe et fournit des solutions microélectroniques pour diverses technologies de capteurs, éléments d'entraînement et émetteurs-récepteurs.